# Proscillaridin
Proscillaridin là một glycoside tim, một loại thuốc có thể được sử dụng trong điều trị suy tim sung huyết và rối loạn nhịp tim (nhịp tim không đều). Nó thuộc loại bufanolide và có thể được lấy từ các cây thuộc chi Scilla và ở Drimia maritima (Scilla maritima).
Aglycone của proscillaridin là scillarenin.